# GoboLinux
GoboLinux è una distribuzione GNU/Linux indipendente, realizzata in Brasile.
Il 24 maggio 2020 è stata distribuita la versione corrente, GoboLinux 017.

## Caratteristiche
Utilizza l'ambiente desktop Awesome.
La caratteristica maggiore è data dall'originale struttura del file system.
GoboLinux non ha nessun gestore di pacchetti che gestisca la gestione delle dipendenze nella maniera tradizionalmente intesa: ogni programma è infatti contenuto interamente in una cartella dedicata, come avviene poi in Windows.

## Versioni
- 017: 24 maggio 2020
- 016: 15 dicembre 2016
- 015: 7 maggio 2014
- 014: 31 dicembre 2007
- 013: 2 novembre 2006
- 012: 6 giugno 2005
- 011: 7 giugno 2004
- 010: 7 gennaio 2004
- 007: 22 ottobre 2003
- 006: 9 maggio 2003
- 005: 11 ottobre 2002
- versioni precedenti: usate solamente dal team di sviluppatori